# Eburia mutica
Eburia mutica är en skalbaggsart som beskrevs av Leconte 1853. Eburia mutica ingår i släktet Eburia och familjen långhorningar. Inga underarter finns listade i Catalogue of Life.